# Сіаспіка
Сіаспіка (д/н — 468 до н. е.) — цар Куша в 487–468 роках до н. е.

## Життєпис
Син царя Аманіастарбарки. Близько 487 року до н. е. спадкував син померлого Сіаспіка в обхід свого стрийка — Астабаркамені, оскільки серед кушитов, практикувалося передача влади братам померлого.
Деякий час зберігав політику попередника щодо мирних відносин з Перською імперією Ахеменідів. 486 року до н. е. таємно підтримав повстання єгиптян проти персів, але його було придушено 484 року до н. е. В подальшому вимушено дотримувався миру з Персією.
Відомий завдяки численним артефактам: баночка для либації, золоті кільця для пальців, скарабей із серцем та велика гранітна стела, на якій написано похоронний текст. На вершині стели зображено Осіріса, інтронованого Ісідою та Анубісом, тоді як Сіаспіка демонструє поклоніння богу. Гранітний столик з його поховання виявлено в коптській церкві. У дверному отворі та сходах церкви були розміщені ще дві підставки з гранітом з картушами цього царя. Наразі ці речі знаходяться в Національному музеї Судану.
Помер близько 467 року до н. е. Поховано в піраміді № 4 в Нурі. Йому спадкував Насахма.

## Поховання

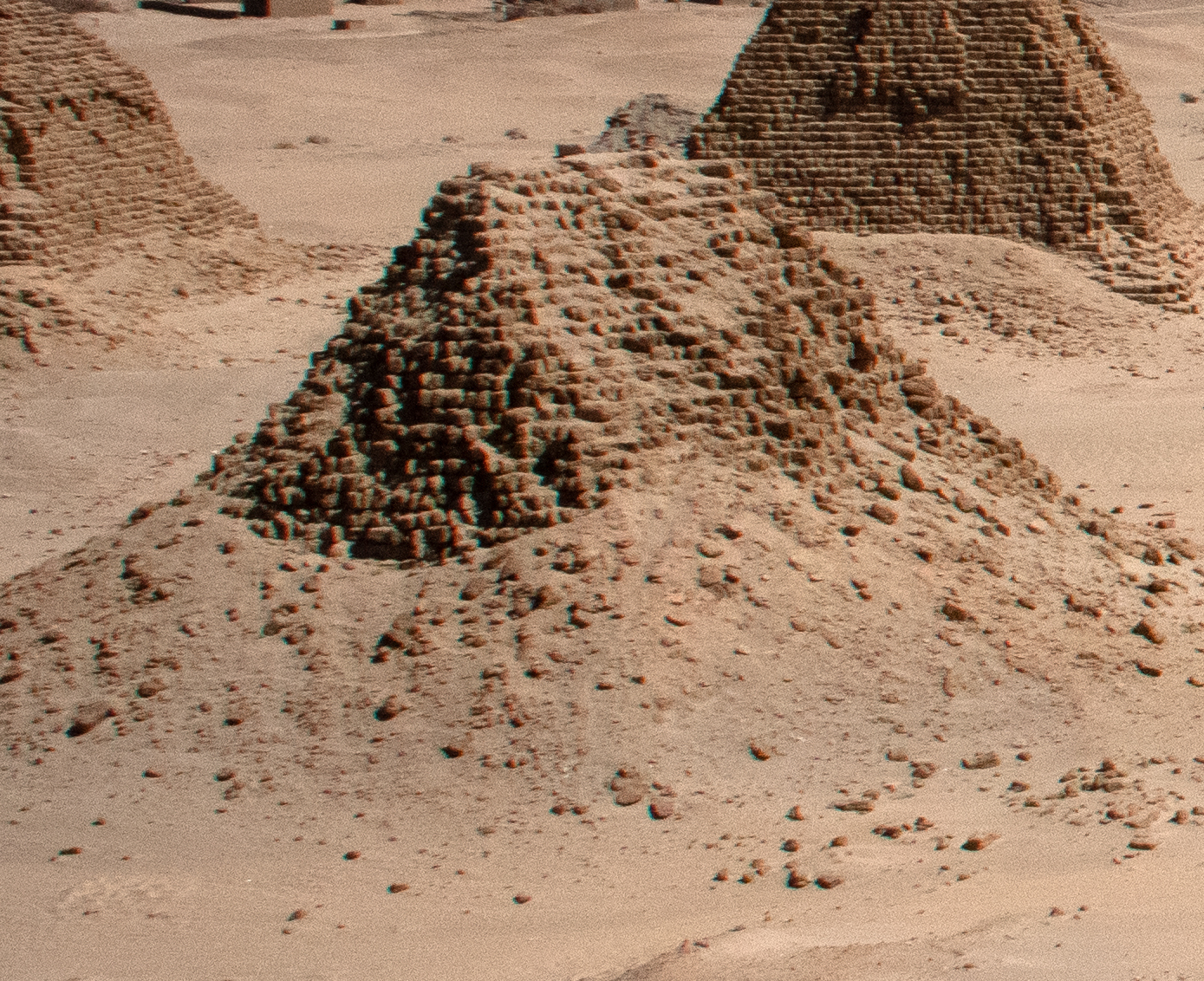
Піраміда Сіаспіки

Його піраміду було виявлено 1917 року під час наукової американської наукової експедиції Гарвардського університету та Музею витончених мистецтв. 1922 року нові розкопки було здійснено науковцями Британського музею.